# Caenoscelis ferruginea
Caenoscelis ferruginea is een keversoort uit de familie harige schimmelkevers (Cryptophagidae). De wetenschappelijke naam van de soort werd in 1817 gepubliceerd door Sahlberg.